# Bulkowo
Bulkowo – wieś sołecka w Polsce położona w województwie mazowieckim, w powiecie płockim, w gminie Bulkowo.
W latach 1954–1972 wieś należała i była siedzibą władz gromady Bulkowo. W latach 1975–1998 miejscowość administracyjnie należała do województwa płockiego.
Miejscowość jest siedzibą gminy Bulkowo oraz parafii pw. Świętej Trójcy.